# Gian Galeazzo Visconti
Gian Galeazzo Visconti, detto Conte di Virtù dal nome di Vertus in Champagne, titolo portato in dote dalla prima moglie Isabella di Valois (Pavia, 16 ottobre 1351 – Melegnano, 3 settembre 1402), è stato un politico italiano, primo Duca di Milano, nonché conte di Vertus, di Pavia, Signore di Milano, Verona, Crema, Cremona, Bergamo, Bologna, Brescia, Belluno, Feltre, Novara, Como, Lodi, Vercelli, Alba, Asti, Pontremoli, Tortona, Alessandria, Valenza, Piacenza, Bobbio, Parma, Reggio Emilia, Vicenza, Pisa, Perugia, Siena, Assisi.

## Biografia

### Infanzia
Gian Galeazzo Visconti nacque a Pavia il 16 ottobre 1351, figlio primogenito di Galeazzo II e Bianca di Savoia. Nel gennaio del 1356, ancora bambino, fu nominato cavaliere dall'imperatore Carlo IV di Lussemburgo durante la sua visita a Milano. Fin da giovane diede prova di grande sagacia e di speciali attitudini militari.

### Matrimonio
Alla fine di novembre del 1360 sposò Isabella di Valois, figlia di re Giovanni II di Francia, ottenendo in cambio la contea di Vertus. Questo feudo gli valse il soprannome, tra gli italiani, di "Conte di Virtù". Per questa unione il padre Galeazzo II sborsò l'immensa cifra di 500.000 fiorini d'oro. Sarà sulla base di questo matrimonio che re Luigi XII di Francia avanzerà pretese nei confronti del Ducato di Milano sotto Ludovico il Moro. Isabella morì l'11 settembre 1372 dando alla luce il quartogenito Carlo; entrambi furono seppelliti nella Chiesa di San Francesco a Pavia.

### Ascesa al potere
Nel 1378, alla morte del padre, Gian Galeazzo divenne il nuovo Signore di Pavia. Il 5 settembre Gian Galeazzo inviò presso papa Urbano VI una Supplica per ottenere la dispensa per il matrimonio tra suo figlio Azzone ed Elisabetta, figlia di Bernabò. I due si sarebbero sposati una volta raggiunta la debita età e Azzone sarebbe diventato l'unico erede alla Signoria di Milano. Bernabò prometteva di appoggiare il nipote nel suo tentativo di ottenere la mano di Maria di Sicilia, figlia di re Federico IV, operazione vista favorevolmente dal papa che sdegnava una donna quale nuovo sovrano dell'isola.
D'altra parte Galeazzo dovette promettere allo zio che la Signoria di Milano non sarebbe passata ai figli avuti con la nuova consorte. Tuttavia il matrimonio tra Gian Galeazzo e Maria non ebbe mai luogo per l'opposizione dei baroni siciliani appoggiati da Pietro IV d'Aragona. Il 29 agosto, a Pavia, Gian Galeazzo stabilì una pace con Amedeo VI di Savoia in cambio della cessione del marchesato d'Ivrea e di alcuni feudi in Piemonte, mentre gli giurarono fedeltà le città di Asti e Vercelli. Il 21 novembre la pace si trasformò in alleanza.
Nel 1378 nominò Jacopo Dal Verme capitano generale dell'esercito; gli sarebbe stato fedele per i successivi trent'anni. 
Nel 1380 assecondò Bernabò nella lotta contro i veneziani, e nello stesso anno fu nominato vicario imperiale. Sempre nello stesso anno, sposò la figlia di Bernabò, sua cugina Caterina, nella cappella del Castello Visconteo.

#### La trappola a Bernabò
Vedendo minacciate le sue alleanze francesi, Gian Galeazzo mosse risolutamente contro lo zio Bernabò.

Secondo il Giovio, la moglie di questi, Regina della Scala, aveva istigato da tempo i suoi figli ad eliminare lo scomodo cugino che aveva ereditato i ricchi domini del padre ma questi, benché se ne fosse accorto, faceva finta di non saperlo.
In compenso, Gian Galeazzo prendeva ogni precauzione per evitare di essere eliminato: restrinse il numero dei domestici, ridusse la sua tavola a poche vivande che faceva assaggiare prima di consumare, costituì la sua guardia personale di veterani fedeli, non metteva piede fuori dalla porta di un castello se prima non aveva fatto esplorare i dintorni da una squadra di soldati, si mostrava devoto, debole e pusillanime andando a pregare in chiesa con una scorta armata, attirando su di sé il disprezzo dei cugini e facendosi sottovalutare dallo zio.
Il 6 maggio 1385, con la scusa di un pellegrinaggio al santuario di Santa Maria del Monte sopra Varese, si avviò da Pavia a Milano, spingendo Bernabò ad accoglierlo fuori dalla Porta Vercellina, presso l'ospedale di Sant’Ambrogio a Milano.
Bernabò si recò all'appuntamento su una mula accompagnato solo dai figli Rodolfo e Ludovico e da pochi armati sebbene molti cercassero di dissuaderlo.
Gian Galeazzo arrivò accompagnato da 500 lancieri guidati dai fedelissimi Ottone Mandelli, Bernardino da Lonato, Jacopo dal Verme, Ugolotto Biancardo e Giovanni Malaspina.
Bernabò e i suoi vennero pertanto facilmente circondati e catturati dagli uomini di Gian Galeazzo mentre, per ingraziarsi il popolo, egli lasciava saccheggiare la Cà di Can presso la chiesa di San Giovanni in Conca e le residenze dei figli di Bernabò.
Promise inoltre l'eliminazione del dazio sul sale e di altre gabelle come quelle sul grano, sul lino e sulle ruote ferrate; le ultime due vennero poi reintrodotte negli anni successivi.
Le fortezze poste presso ciascuna delle porte principali della città si arresero con l'eccezione della rocca di Porta Romana che resistette fino al giorno successivo.
Il Corio afferma che al suo interno furono trovati sei carri pieni d'argento e l'immensa cifra di 700.000 fiorini d'oro.
Il vecchio tiranno fu rinchiuso nelle segrete del Castello di Porta Giovia per poi essere trasferito il 25 maggio da Gaspare Visconti nel castello di Trezzo sull'Adda dove rimase rinchiuso per sette mesi.
I figli legittimi Ludovico e Rodolfo furono imprigionati nel castello di San Colombano al Lambro e di lì a poco la stessa fine toccò agli illegittimi Galeotto e Sagramoro, rinchiusi nel castello di Monza.
Un altro figlio di Bernabò, Carlo, abbandonato da tutti, fuggì insieme alla moglie in diverse città italiane per poi ritirarsi dai parenti in Baviera.
Presa Milano, entro il mese di maggio tutte le principali città della Signoria si arresero a Gian Galeazzo, con l'eccezione della cittadella di Brescia, dove si era rifugiato Gianmastino Visconti, figlio quindicenne di Bernabò, con l'aiuto dei Gonzaga.
In agosto, dopo quasi due mesi d'assedio, il signore di Milano riuscì a convincerlo a cedere la fortezza in cambio di una pensione di 1.000 fiorini d'oro e il ragazzo si ritirò a Venezia.

#### Signore di Milano
Gian Galeazzo tentò di giustificare il suo colpo di Stato agli occhi delle altre signorie italiane e degli stati esteri facendo passare per illegittima la signoria di Bernabò, in quanto la carica di vicario imperiale, alla morte di Carlo IV di Lussemburgo, non gli era stata confermata dal nuovo imperatore Venceslao di Lussemburgo. In realtà Venceslao aveva legittimato Bernabò e in ogni caso sarebbe stato compito dell'imperatore spodestarlo e non del nipote. Addusse inoltre tutte le crudeltà e le angherie dello zio, lo accusò di aver tentato di assassinarlo insieme a sua madre e di aver cercato di togliergli i feudi e persino di stregoneria.
Bernabò morì il 19 dicembre tra le braccia di Donnina Porro forse per avvelenamento da una scodella di fagioli avvelenati. Aveva raggiunto i sessantadue anni e aveva signoreggiato per trenta. Il Giulini racconta che essendosi accorto di essere stato avvelenato, proruppe in gran pianto e si percosse il petto ripetendo continuamente "cor contritum et humiliatum Deus non despiciet", finché spirò. Gian Galeazzo tributò solenni funerali allo zio-suocero per non farne un martire. Il giorno dopo il Consiglio dei Novecento offrì la signoria della città a Gian Galeazzo.
Con la morte del tiranno e gran parte dei figli in carcere, Gian Galeazzo aveva eliminato il problema dei dissidi interni alla sua famiglia e governava la più potente Signoria italiana che si estendeva da Alba a Brescia, dal Ticino a Reggio Emilia.
In giugno la moglie Caterina diede la luce alla prima figlia che però morì appena undici giorni dopo. Gian Galeazzo e Caterina fecero allora voto alla Madonna di aggiungere a tutti i loro figli maschi il nome di Maria se gli avesse concesso altri figli. In effetti il 7 settembre 1388 Caterina diede alla luce il primo figlio maschio, Giovanni Maria, futuro duca di Milano.

### Alleanze e matrimoni

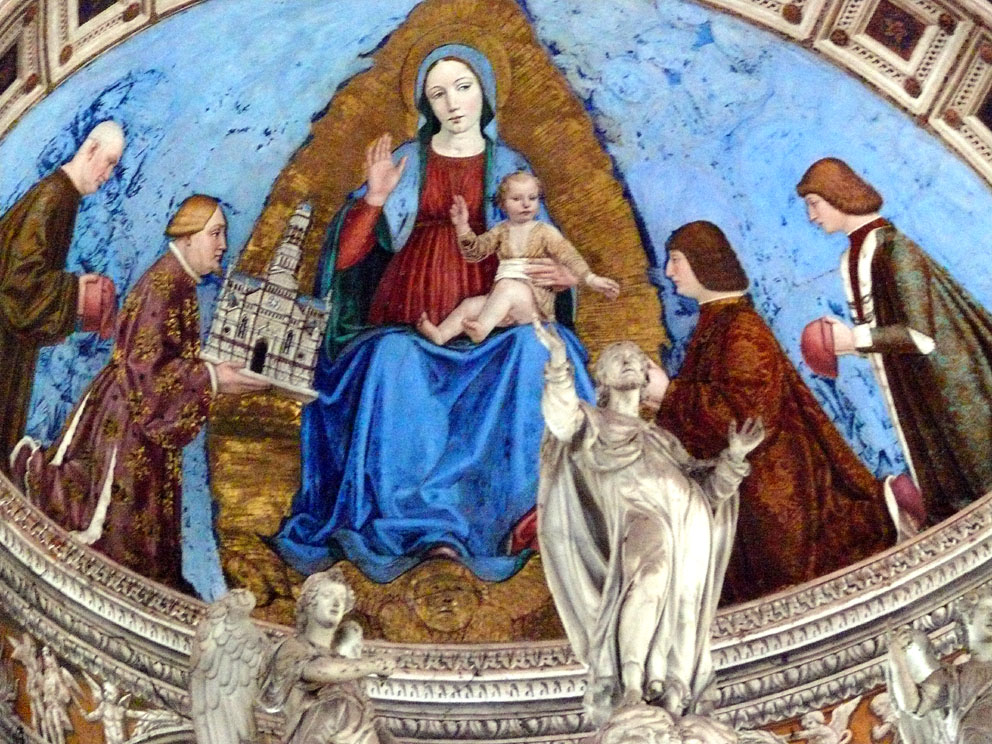
Gian Galeazzo Visconti, con i suoi tre figli, presenta un modello della Certosa di Pavia alla Madonna (Bergognone, Certosa di Pavia).

Nel novembre del 1385 Gian Galeazzo strinse un'alleanza militare con Firenze, Pisa, Lucca, Siena, Perugia e Bologna per contrastare le compagnie di ventura che imperversavano sull'Italia. A tal fine tutte le città alleate contribuirono a creare una milizia composta da un migliaio di lance e 150 balestrieri cui fu posto come comandante Bartolomeo Sanseverino.
Nel luglio del 1386 stipulò un'alleanza decennale con i Carraresi, gli Estensi e i Gonzaga secondo la quale tutti i contraenti si sarebbero impegnati a combattere uniti contro qualsiasi minaccia interna o esterna.
In merito ai rapporti diplomatici con la Chiesa, inizialmente non prese posizione né in favore di Urbano VI né dell'Antipapa Clemente VII. Fu però più vicino alle posizioni dell'antipapa e quando Urbano non gli volle accordare il titolo di re, egli lasciò che alcuni cardinali suoi detrattori, in particolare Pileo da Ravenna, congiurassero contro di lui. Entro fine anno però si riconciliò con il pontefice che gli concesse di provvedere a tutte le dignità e ai benefici ecclasiastici della Signoria di Milano e di poter imporre perfino taglie sui chierici per finanziare il sontuoso matrimonio della figlia Valentina con Luigi I di Valois-Orléans concordato a Parigi nel gennaio del 1387. L'accordo prevedeva il versamento da parte del Visconti dell'immensa somma di 400.000 fiorini d'oro e la cessione di Asti, del suo contado e di molti castelli del Piemonte al francese, in cambio la figlia avrebbe avuto la possibilità di succedere al trono di Francia qualora Carlo VI fosse morto senza lasciare eredi maschi. La cifra creò non pochi malumori tra il popolo, costretto a sobbarcarsi le spese, ed ebbe conseguenze disastrose per il Ducato negli anni a venire poiché fu il pretesto con cui Luigi XII lo invase nel 1499 ai danni di Ludovico il Moro. Il matrimonio, degno di un re, si tenne infine a Melun il 17 agosto 1389.

### Espansione della Signoria

#### La deposizione degli Scaligeri
Dopo aver consolidato la Signoria, la sfrenata ambizione di Gian Galeazzo lo portò a volerla espandere a danno dei vicini.
Il 19 aprile 1387 si accordò con Francesco da Carrara e con Francesco I Gonzaga contro gli Scaligeri: qualora fossero state prese le città di Verona e Vicenza, la prima sarebbe rimasta ai milanesi, la seconda ai padovani, inoltre sarebbero stati restituiti ai Gonzaga alcuni castelli che gli erano stati sottratti dai veronesi. Il pretesto per aggredire i signori di Verona consisteva nell'aiuto fornito da Antonio della Scala a Gianmastino Visconti e a Carlo Visconti e di aver ostacolato le trattative matrimoniali della figlia Valentina con alcuni nobili tedeschi. Il signore di Verona cercò di difendersi ma già pochi giorni dopo il suo stato fu invaso dall'esercito dei collegati.
Sapendo di non poter resistere a tali forze, Antonio della Scala si appellò all'imperatore Venceslao di Lussemburgo che cercò di accomodare una pace con la cessione al Visconti della riviera del Garda. Gian Galeazzo fece finta di essere interessato alla proposta e temporeggiò. Nel mentre Antonio Bevilacqua, esule veronese e comandante dell'esercito milanese, si accordò con alcuni oppositori dello Scaligero. La notte del 18 ottobre il Bevilacqua si avvicinò a Porta San Massimo che gli fu aperta, vi fece entrare i suoi uomini e in breve prese possesso di Verona. Antonio della Scala si rifugiò in Castelvecchio che però in breve consegnò nelle mani dell'ambasciatore imperiale rifugiandosi a Venezia. Così terminò il dominio degli Scaligeri sulla città di Verona. L'ambasciatore imperiale consegnò il castello ai Visconti e tre giorni dopo il Bevilacqua ebbe il controllo dei castelli del veronese.
Gian Galeazzo riuscì a prendere anche Vicenza, facendo in modo che il popolo consegnasse la città alla moglie Caterina Visconti, che era figlia di Regina della Scala e non ai Carraresi come da accordi.
Il 31 gennaio 1388 la madre di Gian Galeazzo, Bianca di Savoia morì a Pavia e fu sepolta nel monastero di Santa Chiara la Reale.

#### La guerra contro i Carraresi
Francesco I da Carrara, furioso per essere stato gabbato dal Visconti, iniziò a querelare il rivale cercando alleanze tra gli altri signori italiani e lo ingiuriò di fronte ai suoi ambasciatori. Gian Galeazzo approfittò delle sue azioni per sfruttarle quale pretesto per muovere guerra anche a lui. Prima di procedere con le ostilità il 19 giugno del 1388 si assicurò l'alleanza di Amedeo VII di Savoia, Francesco I Gonzaga, Alberto V d'Este, del doge veneziano Antonio Venier e il Patriarcato d'Aquileia a danno dei Carraresi, dimostrando ancora una volta grande abilità diplomatica. L'accordo prevedeva la consegna di Treviso e Ceneda ai veneziani, Este e i castelli circostanti ai ferraresi e altre concessioni. Due giorni dopo fu pubblicata la sfida ai Carraresi.
Francesco I da Carrara, ormai anziano, cedette la signoria al figlio Francesco Novello e decise di abbandonare Padova trincerandosi a Treviso. Tra la fine di giugno e l'inizio di luglio, l'esercito milanese guidato da Jacopo Dal Verme e quello veneziano invasero il territorio dei Carraresi da ovest e da est. Francesco Novello uscì dalla città e pur in inferiorità numerica cercò di fare il possibile per respingere i nemici ma fu infine sconfitto il 3 novembre nella battaglia di Piove di Sacco e costretto a riparare a Padova. Ormai in una situazione disperata, cercò di trattare con i veneziani ma questi non gli fecero concessioni. Intavolò allora trattative con Gian Galeazzo e si giunse ad un accordo secondo cui il Dal Verme avrebbe presidiato il castello di Padova sino alla fine delle trattative e glielo avrebbe restituito qualora avessero avuto esito negativo. L'incauto Francesco Novello si recò poi a Milano insieme alla famiglia e al tesoro della città.
Poco dopo i cittadini di Treviso si ribellarono costringendo Francesco I da Carrara a riparare nel castello dove Spinetta II Malaspina lo convinse ad arrendersi al Visconti insieme al figlio.
Il 28 dicembre si arrese anche Padova e Gian Galeazzo ottenne tutti i domini dei Carraresi. Questa volta il Visconti rispettò gli accordi con gli alleati che ottennero quanto pattuito.
Francesco Novello da Carrara rimase a Milano sotto la protezione del Visconti. Volendosi vendicare del torto subito acquistò una casa a Pavia e pianificò l'assassinio del Signore di Milano. Gian Galeazzo soleva infatti sfilare ogni martedì lungo la strada maggiore della città prima di dedicarsi ad una battuta di caccia. Il padovano avrebbe voluto assalirlo in quel momento insieme ad un gruppo di fedelissimi ben armati. Per sua sfortuna un padovano si lasciò sfuggire il suo intento e il signore di Milano lo venne a sapere. Incredibilmente il Visconti non incarcerò né uccise Francesco Novello, garantendogli anzi un castello nell'astigiano e una pensione di 6.000 fiorini d'oro.
Le concessioni non bastarono per sedare l'animo del Carrarese che dopo essersi trasferito prima in Francia e poi a Firenze, tramò per tornare in possesso della sua signoria, appoggiato segretamente dal padre, da Carlo Visconti, dal comune di Bologna e dalla Repubblica di Firenze che temeva l'espansionismo visconteo. Il Visconti però intuì cosa stava bollendo in pentola e fece arrestare Francesco I da Carrara facendolo rinchiudere prima in Castel Baradello a Como poi nei terribili Forni del castello di Monza, dove questi terminò i suoi giorni quattro anni dopo.
La guerra quell'anno non ebbe luogo poiché si giunse ad una tregua quando gli ambasciatori due parti si incontrarono a Pisa.

#### La controffensiva dell'Acuto e del conte d'Armagnac
Nel marzo del 1390, Gian Galeazzo rinnovò l'alleanza difensiva con Amedeo VII di Savoia e ne strinse una con Carlo Malatesta. In previsione della guerra contro i fiorentini e i bolognesi, si finanziò aumentando di un quarto il prezzo del sale.
Il 22 del mese l'esercito milanese guidato da Giovanni d'Azzo degli Ubaldini marciò in Toscana dove si collegò con gli alleati senesi e perugini e il 25 e 26 aprile lanciò la sfida rispettivamente ai fiorentini e ai bolognesi che gli rinfacciarono i suoi tradimenti nei confronti dello zio, degli Scaligeri e dei Carraresi e i suoi propositi di regnare sull'Italia intera. I fiorentini assunsero quale comandante del loro esercito non altri che l'inglese Giovanni Acuto, uno dei più grandi condottieri di ventura operanti nella Penisola, nonché acerrimo nemico di Gian Galeazzo essendo suocero di Bernabò.
L'esercito milanese, sempre guidato da Jacopo Dal Verme, dopo aver invaso il modenese e il bolognese fu intercettato dalle forze nemiche e il suo comandante decise di ritirarsi prudentemente a Parma essendo in inferiorità numerica. In giugno il Dal Verme assediò Bologna ma dopo appena cinque giorni fu raggiunto dalla notizia che Francesco Novello da Carrara aveva catturato Padova e ne stava assediando il castello, difeso dalla guarnigione viscontea. Fu pertanto costretto a togliere l'assedio a Bologna e inviare a Padova 800 lance al comando di Ugolotto Biancardo. Il 22 giugno, mentre era in viaggio verso Padova, apprese che i veronesi si erano ribellati e avevano costretto le forze viscontee a ritirarsi nel Castelvecchio, per cui, contravvenendo agli ordini, puntò su quest'ultima città e ottenutone il controllo la sottopose ad un violento sacco come monito per tutte altre come Bergamo, Brescia e Cremona che già accennavano a voler seguirne l'esempio. Il Biancardo si diresse poi a Padova dove sedò la rivolta e rinforzò la guarnigione. Già in agosto però i fiorentini fecero intervenire il duca Stefano III di Baviera-Ingolstadt (con l'appoggio dei veneziani) che permise a Francesco Novello di rinnovare l'assedio alla città e ottenere la resa della guarnigione alla fine del mese. Francesco Novello minacciò allora il ferrarese e subito Alberto V d'Este scese a patti e cambiò partito diventando nemico del Visconti. In Emilia, l'Acuto devastò le campagne di Parma per poi collegarsi agli alleati e marciare in autunno su Verona che però riuscì a resistere.
Nel 1391 si rinnovarono le ostilità. I collegati entrarono nel mantovano e Francesco I Gonzaga accettò di buon grado di passare dalla loro parte. Nel frattempo i fiorentini con denaro e promesse erano riusciti a convincere il conte Giovanni III d'Armagnac a scendere in Italia con un esercito contro il Visconti. Né il re di Francia, né Amedeo VII di Savoia cercarono in alcun modo di fermarlo malgrado fossero alleati del signore di Milano. Gian Galeazzo si trovò circondato da nemici e costretto ad affrontare enormi spese di guerra che lo costrinsero ad aumentare pesantemente il carico fiscale sui suoi sudditi. Verso maggio l'Acuto invase il bresciano alla testa di un esercito di circa 20.000 uomini composto principalmente da fiorentini, bolognesi e padovani. La spedizione proseguì nel bergamasco sino a Villa d'Adda e a Brignano Gera d'Adda dove le forze dei collegati non riuscirono a passare il fiume e si ritirarono prima a Pandino poi a Soncino e Soresina. A questo punto l'esercito milanese, forte di 26.000 uomini, inseguì il nemico forzandolo a ritirarsi prima nel bresciano e poi a Padova, senza peraltro scontrarvisi, se non in poche scaramucce. Il Dal Verme era infatti consapevole di quanto fosse scoperto il fronte occidentale della Signoria, motivo per cui, dopo aver rinforzato il parmigiano minacciato dai bolognesi, si portò prima a Tortona poi ad Alessandria. Il 25 luglio l'Armagnac sfidò i milanesi ad uscire dalla città e ad affrontarlo. Il Dal Verme non rispose e lo lasciò assaltare le mura facendo stancare i francesi per poi dividere l'esercito in tre corpi e scontrarsi con il nemico nella battaglia di Alessandria (1391). Lo scontro si risolse in una completa disfatta dei francesi, molti dei quali furono uccisi o catturati, compreso lo stesso Giovanni d'Armagnac che morì il giorno successivo per le ferite riportate. I francesi restanti furono costretti dapprima a fuggire nel Monferrato e poi a tornarsene in patria.
In tutte le città della Signoria furono proclamati tre giorni di festa.

#### La campagna in Toscana
Dopo aver fatto battere in ritirata l'Acuto e sconfitto il conte d'Armagnac, l'esercito milanese penetrò in Toscana e dopo aver puntato su Pisa si collegò con gli alleati senesi, aumentando i propri effettivi sino a circa 20.000 uomini. I viscontei puntarono su Firenze e sul pistoiese dove però furono sconfitti dall'Acuto prima nella battaglia di Paterno poi, il 17 settembre, in quella della Nievole. I milanesi si ritirarono prima nel lucchese per poi stabilirsi attorno a Pisa, per evitare che Pietro Gambacorti supportasse i fiorentini; Gian Galeazzo fece realizzare anche alcune galee per intercettare qualunque nave da carico cercasse di rifornire il nemico. Il Gambacorti non mancò di essere parziale ai fiorentini e dopo essersi accordato con loro cercò di inviar loro vettovaglie mediante un grande convoglio. Niccolò Pallavicino lo venne a sapere e lo riferì al Dal Verme che il 16 dicembre tese un'imboscata alla scorta fiorentina presso Cascina, sconfiggendo il nemico e catturando tutti i carriaggi. I fiorentini passarono allora alla diplomazia e chiesero l'intercessione di papa Bonifacio IX che inviò quale mediatore Riccardo Caracciolo. La pace fu raggiunta a Genova il 20 gennaio 1392. In base agli accordi i Visconti si ritirarono dalla Toscana, fatti salvi i territori che avevano catturato mentre Padova e il padovano sarebbero rimasti in possesso di Francesco Novello da Carrara sotto il pagamento di una grossa somma di denaro a Gian Galeazzo.
Già in aprile l'esercito milanese attaccò i castelli di Asola, Ostiglia e Canneto sull'Oglio che precedentemente aveva impegnato nelle mani di Francesco I Gonzaga. Il Gonzaga allora si recò dal papa che si disse d'accordo per formare una nuova lega anti-viscontea di durata decennale a cui presto aderirono anche Firenze, Pisa, Bologna, Ferrara, Padova, Genova, Forlì ed Imola mentre non riuscì a convincere la Repubblica di Venezia. Ad ottobre morì Pietro Gambacorti e al governo di Pisa subentrò Jacopo I Appiano, amico del Visconti, con cui subito strinse alleanza accogliendo 300 lance milanesi. Poco dopo i fiorentini, forse a causa di un morbo che imperversava in città, avviarono le trattative di pace. Il Visconti allora tentò di prosciugare i laghi di Mantova costruendo il grande ponte-diga di Valeggio ma il Mincio con una piena ne fece crollare la parte centrale e il piano fallì.
Nel 1394 strinse un'alleanza con re Carlo VI di Francia, esortandolo alla cattura di Genova e con Amedeo VIII di Savoia e Teodoro II del Monferrato. In settembre i francesi giunsero in Italia con un migliaio di cavalieri ed assoldarono altri 1.500 cavalieri pesanti nell'astigiano. Vi furono trattative a Pavia in merito alla cessione di Genova al re ma non si concluse nulla pertanto i francesi puntarono su quella città senza però riuscire a catturarla. In compenso riuscirono a prendere Savona e Albenga.

### Il Ducato

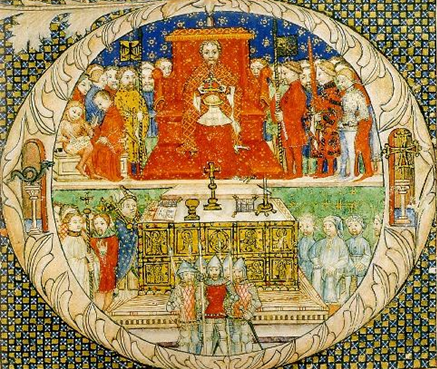
Messale dell'Incoronazione di Gian Galeazzo Visconti (Milano, Biblioteca della Basilica di Sant'Ambrogio)

Quello stesso anno scelse quale ambasciatore Fra Pietro Filargo da Candia, coltissimo francescano, suo parente (che avrebbe avuto una luminosa carriera: divenuto arcivescovo di Milano, fu nominato poi cardinale e infine nel 1409 fu eletto Papa con il nome di Alessandro V). Con quest'ambasciata, Gian Galeazzo chiese all'Imperatore di essere elevato al rango di Duca di Milano in cambio di una cospicua somma di denaro: il 5 settembre 1395 si tenne l'insediamento sul sagrato di Sant'Ambrogio in presenza di Benesio, rappresentante dell'imperatore. Sullo stemma del Ducato apparve l'aquila imperiale che più tardi sarebbe stata mantenuta anche dagli Sforza.
Nel 1396 ottenne dall'imperatore un secondo diploma, con il quale veniva legittimato un sistema successorio basato sulla primogenitura maschile e Pavia era elevata a Contea, lasciando così all'erede al trono, il titolo di Conte di Pavia. Nel 1397, durante uno sfortunato tentativo di conquistare Mantova, Gian Galeazzo emanò un decreto sulle cernide, che prevedeva la mobilitazione di grossi contingenti di fanteria interamente reclutati tra i suoi sudditi. La metà degli arruolati, forse per influenza delle nascenti fanterie svizzere, doveva essere formata da picchieri, mentre gli altri armati erano equamente divisi tra balestrieri e fanti dotati di pavese e lancia.

#### Dedizione di Genova a Carlo VI di Francia
Nel 1396 re Carlo VI di Francia, contrariato per non essere riuscito a conquistare Genova e credendo che Gian Galeazzo avesse mire sulla città, stabilì una lega anti-viscontea con Firenze, Bologna, Ferrara, Mantova e Padova. 

Nel frattempo Antoniotto Adorno, doge di Genova, avendo molti nemici sia in città che fuori, decise di vendere la città al miglior offerente. La spuntò Carlo VI che in ottobre gli offrì 40.000 fiorini, due castelli in Francia ed altri privilegi, compresa la possibilità di rimanere doge della città.

### Ambizioni regali

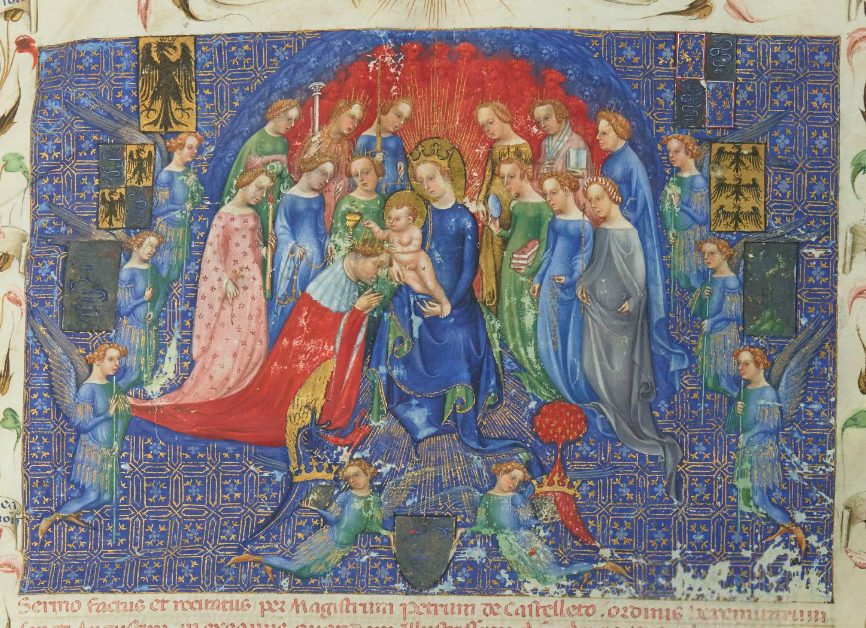
Gian Galeazzo Visconti incoronato dalla Vergine col bambino, Biblioteca nazionale di Francia

Negli anni successivi, il Duca continuò a combattere gli Stati confinanti, spesso per cause ingiuste, spesso in violazione di trattati da lui stesso conclusi, con il disegno di unificare l'Italia settentrionale in un unico Stato nazionale, analogamente a quanto stava avvenendo in quegli anni in Francia e in Spagna. Il grande disegno monarchico dei decenni finali del XIV secolo fu ideato e solo in parte realizzato da Gian Galeazzo prima della sua improvvisa scomparsa nel 1402, e poi ripreso con molto meno vigore dagli Sforza.
Faceva parte del progetto la creazione della contea di Pavia (1396) destinata al primogenito, la duplicazione della capitale e delle sedi della corte (Milano e Pavia), la fondazione della Certosa di Pavia come Pantheon dinastico e l'istituzione di una struttura burocratica e camerale che raddoppiava le istituzioni milanesi (solo nel Quattrocento sforzesco questa dualità fu superata, ma a Pavia restarono archivi, Biblioteca, reliquie, strutture residenziali cortigiane e l'immenso Parco Visconteo). La duplice sede della corte tra Milano e Pavia, attribuiva a quest'ultima un ruolo distinto, una identità forte e prestigiosa all'interno del dominio e rispetto alle altre città, a scapito della centralità milanese. Va poi osservato che, come per suo padre Galeazzo II, anche per Gian Galeazzo Pavia rappresentava un forte valore simbolico: la città era stata capitale del regno longobardo prima e di quello d'Italia poi, e proprio a quell'esperienza volevano richiamarsi i Visconti per legittimare le loro pretese regie. Non a caso, anche dopo il colpo di mano che gli permise di riunificare lo stato visconteo, Gian Galeazzo (e la sua corte) pur itinerando di continuo tra Pavia e Milano, molto più spesso risiedeva a Pavia, soggiornando volentieri nel castello e frequentando il Parco Visconteo, che Gian Galeazzo non solo fece ampliare, ma lo dotò di nuove strutture, al termine del quale si trovava la Certosa, il tempio dinastico voluto dal signore.

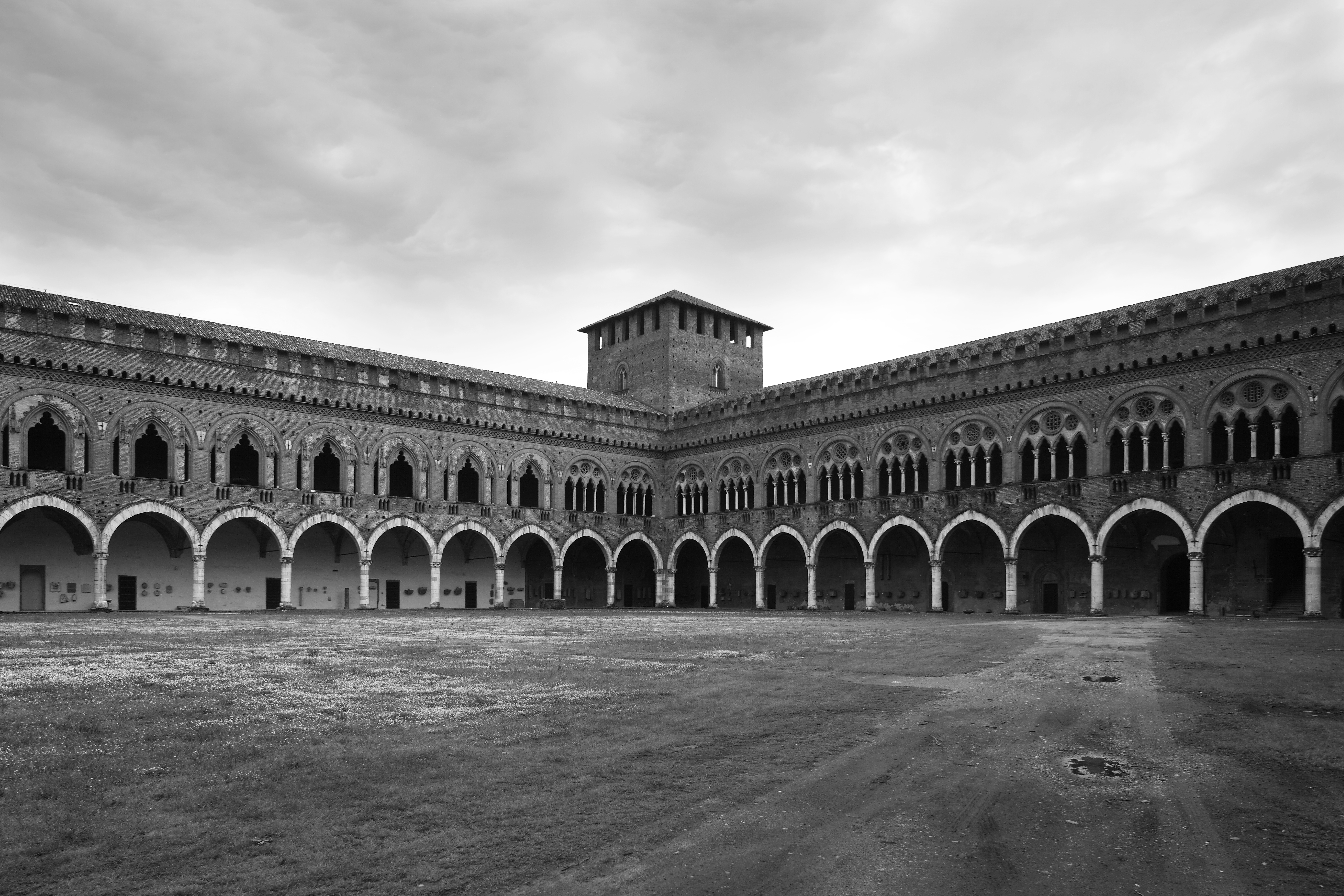
Pavia, Cortile del Castello

Per questo Gian Galeazzo ingrandì continuamente il proprio stato, arrivando a includere parti del Veneto, dell'Emilia, dell'Umbria e della Toscana. In quest'ultima regione trovò la strenua opposizione di Firenze, mentre riuscì a conquistare Pisa, Siena e la vicina Perugia.
In pochi anni, Gian Galeazzo aveva messo insieme un esercito comandato da valorosi condottieri quali Ugolotto Biancardo, Pandolfo e Carlo Malatesta, Ottobuono de' Terzi e Facino Cane. Alcuni di questi raggiungevano Gian Galeazzo a comando, altri facevano parte della cerchia ristretta dei suoi ufficiali. Nel 1401, l'esercito visconteo vinse in battaglia a Brescia l'armata di Roberto di Germania, disceso in Italia per contrastare Gian Galeazzo.
L'unico Stato che fu in grado di tenere testa all'esercito di Gian Galeazzo fu la Repubblica di Firenze.
L'ultimo successo del Duca di Milano avvenne nel 1402, quando riuscì a sconfiggere i bolognesi e i fiorentini con l'aiuto dell'alleato Alberto V d'Este: cinquant'anni prima, suo zio Bernabò aveva assediato l'avamposto bolognese del Castello di Santo Stefano alla Molinella, ma era stato costretto alla ritirata. Alberto V d'Este, al contrario, rase al suolo il castello alla Molinella, e marciò su Bologna per stringerla d'assedio: sconfitti i fiorentini e i bolognesi nella battaglia di Casalecchio ad opera di Jacopo dal Verme, Alberico da Barbiano e Facino Cane, Gian Galeazzo entrò vittorioso anche a Bologna.

### Morte

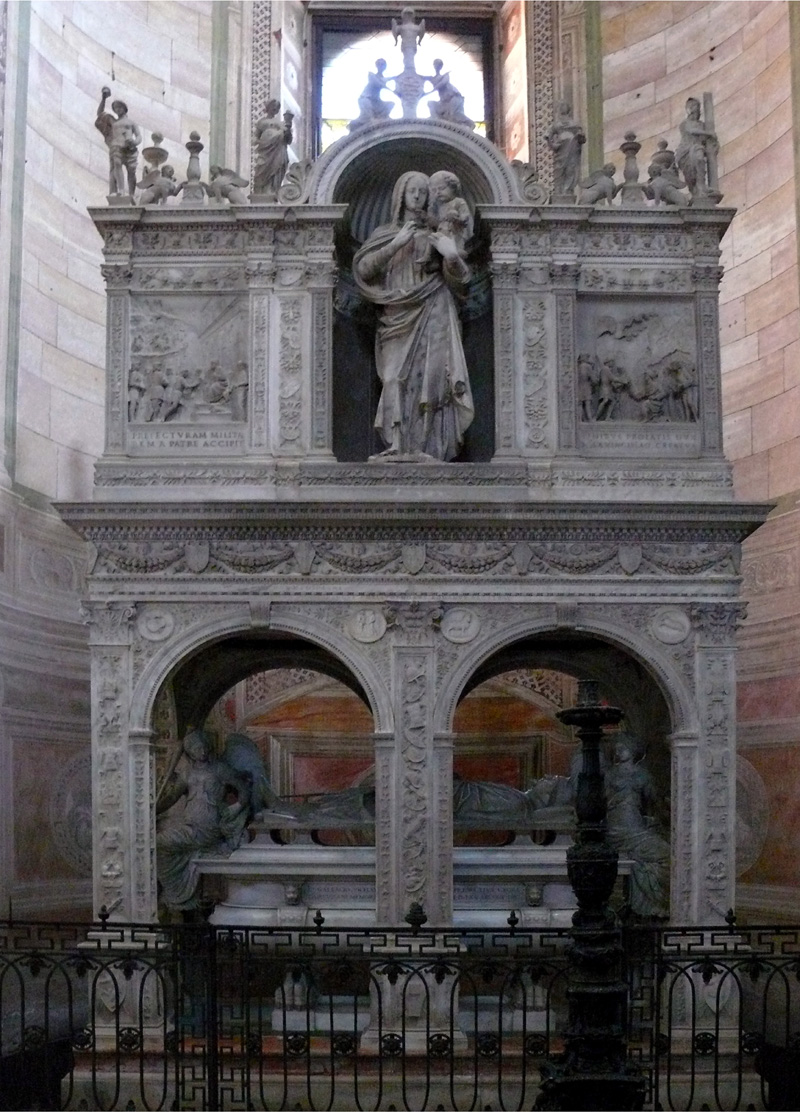
Giovanni Cristoforo Romano, Benedetto Briosco
Tomba di Gian Galeazzo Visconti Certosa di Pavia

Morì di peste nel 1402, all'età di cinquantuno anni, nel castello di Melegnano, dove si era rifugiato in seguito al dilagare del contagio. I sontuosi funerali ebbero luogo a Milano.
Per volontà testamentaria ordinò che il suo corpo fosse seppellito nella Certosa di Pavia, da lui fatta erigere nel 1396, mentre lasciò il suo cuore alla basilica di San Michele Maggiore in Pavia e le viscere nel convento di Sant'Antonio di Vienne.

Nel 1889 il suo sepolcro venne aperto e le sue ossa, insieme a quella della prima consorte, Isabella di Valois, vennero studiate da Giovanni Zoja, docente di anatomia presso l'università di Pavia. Dalle analisi, tra gli altri dati emersi, si appurò che il primo duca di Milano era molto alto per gli standard dell'epoca: 1,86 metri circa, mentre una ciocca dei suoi capelli confermò che la sua capigliatura era di colore biondo tendente al rosso. Sempre nel corso della ricognizione furono rinvenuti anche un frammento del velo funebre e un albarello in ceramica graffita recanti lo stemma visconteo, ora conservati nei Musei Civici di Pavia.

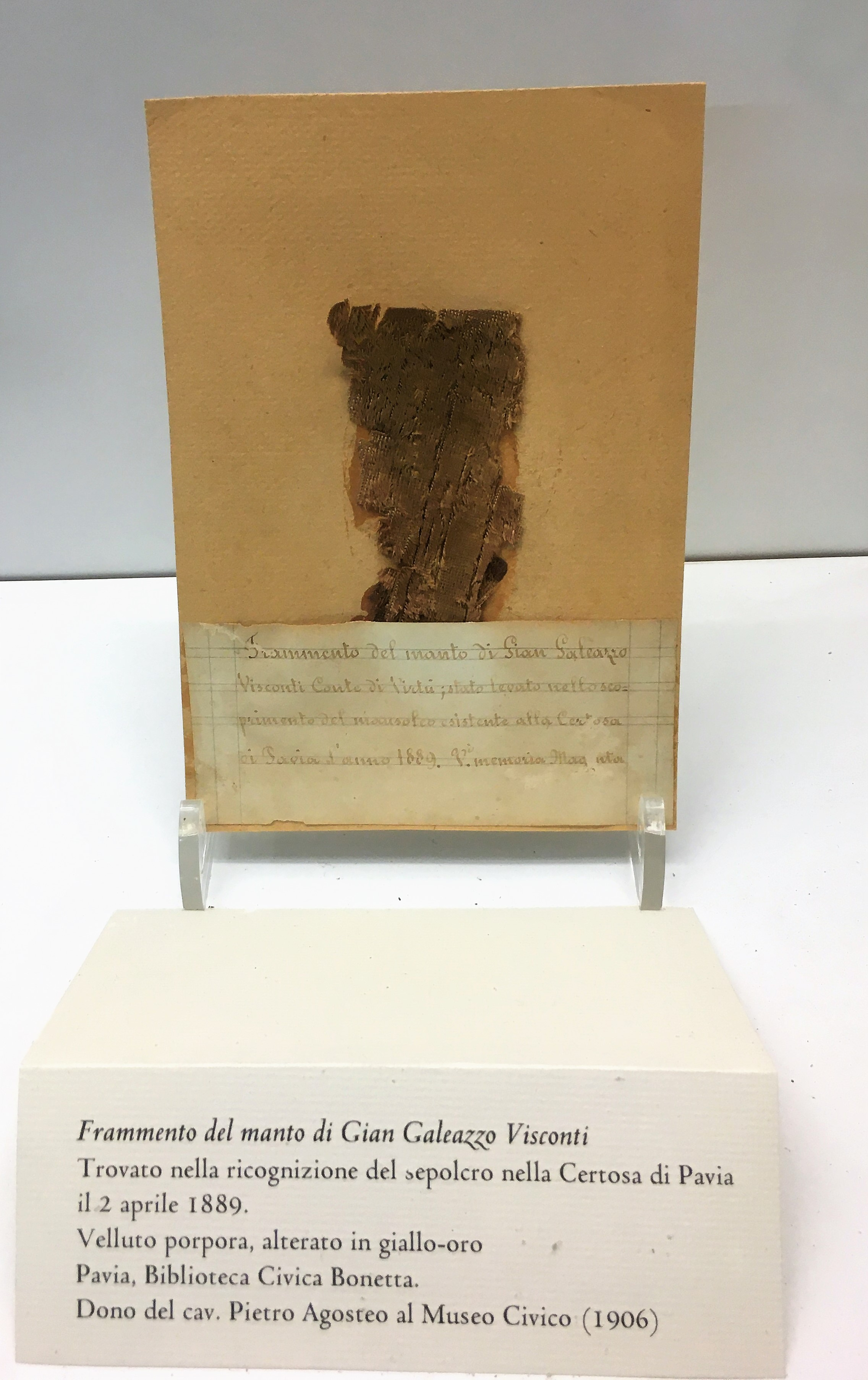
Frammento del manto funebre di Gian Galeazzo, Pavia, Musei Civici.
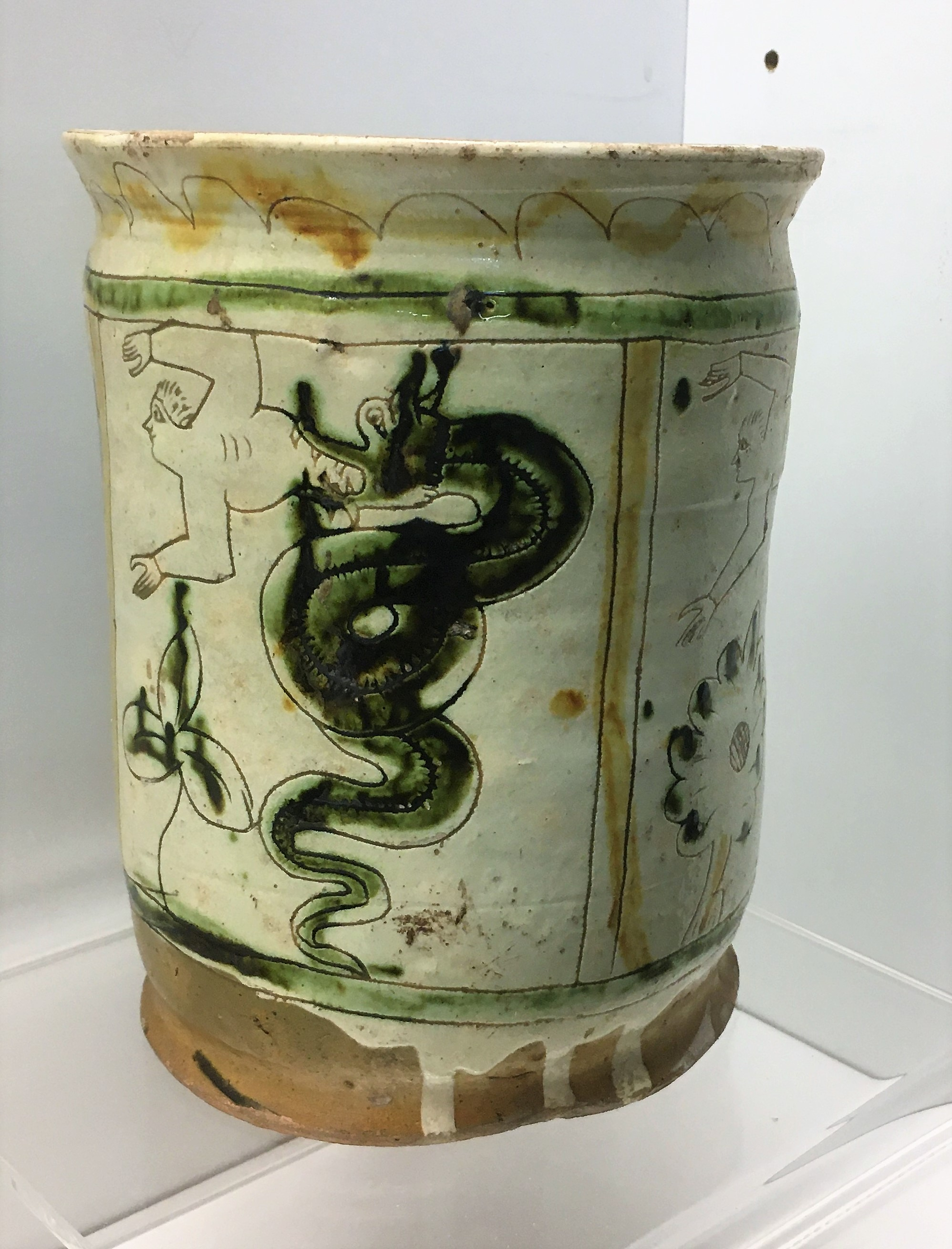
Albarello ritrovato nella tomba di Gian Galeazzo, Pavia, Musei Civici

## Discendenza e successione

### Matrimoni e figli
Nel 1360, Gian Galeazzo sposò Isabella di Valois (Castello di Vincennes, 1º ottobre 1348 - Pavia, 11 settembre 1372), e ne ebbe quattro figli:
- Gian Galeazzo II Visconti (Pavia, 4 marzo 1366 - 1376);
- Azzone (Pavia 1368 - 15 novembre 1380);
- Valentina (Pavia 1371 - Castello di Blois 4 dicembre 1408), sposò nel 1389 il cugino Luigi di Valois, duca d'Orléans;
- Carlo (Pavia 11 settembre 1372-1374).

Il 15 novembre 1380, Gian Galeazzo si risposò con la cugina Caterina Visconti (1360 - 17 ottobre 1404), e ne ebbe tre figli:
- Una figlia morta dieci giorni dopo la nascita nel 1385;
- Giovanni Maria (7 settembre 1388 - 16 maggio 1412), secondo Duca di Milano;
- Filippo Maria (Milano 23 settembre 1392 - 13 agosto 1447) , terzo Duca di Milano.

Ebbe inoltre un figlio naturale e legittimato da una relazione con Agnese Mantegazza, Gabriele Maria, (1385 - 15 dicembre 1407) Signore di Pisa e di Crema. Ebbe anche un altro figlio naturale, Antonio Visconti, che morì bambino nel 1391. Non è chiaro se figlio anch'egli di Agnese Mantegazza o di un'altra donna.

### Spartizione e smembramento del Ducato
Nel testamento, Gian Galeazzo divise lo Stato tra i suoi figli, legittimi e illegittimi:

Domini alla morte del Duca Gian Galeazzo Visconti

- Il figlio primogenito Giovanni Maria Visconti, all'epoca quattordicenne, ereditò il titolo di Duca di Milano e la signoria su Milano, Cremona, Como, Lodi, Piacenza, Parma, Reggio, Bergamo, Brescia, Bologna, Siena e Perugia;
- Il secondogenito Filippo Maria Visconti, appena decenne, riconosciuto erede del fratello, divenne Conte di Pavia e ricevette la signoria su Pavia, Novara, Vercelli, Tortona, Alessandria, Verona, Vicenza, Feltre, Belluno e Bassano, ma soltanto come appannaggio e come vassallo del fratello maggiore Giovanni Maria.
- Infine al figlio naturale legittimato, Gabriele Maria Visconti, lasciò in eredità la Signoria su Pisa, su Crema e Sarzana, sempre come appannaggio e vassallo del fratellastro legittimo, il duca Giovanni Maria.

I due figli legittimi, poiché minorenni, erano posti sotto la reggenza della loro madre, la duchessa Caterina Visconti, assistita da un consiglio di reggenza composto da Francesco Barbavara, Jacopo Dal Verme, Alberico da Barbiano, il conte Antonio d'Urbino, Pandolfo Malatesta, Francesco I Gonzaga e Paolo Savelli. Affidando il governo ai migliori capitani d'Italia, Gian Galeazzo sperava di mantenerli fedeli ai suoi figli e a questi di assicurare un valido aiuto contro i nemici dei Visconti: il papa Bonifacio IX, i Fiorentini e Francesco Novello da Carrara. In realtà questi stessi capitani di ventura solo in minor numero rimasero fedeli alla duchessa Caterina, e gli altri iniziarono ad impadronirsi per loro conto di varie città, mentre gli antichi signori tornarono in possesso delle loro città (è il caso dei Carraresi a Padova).
Particolarmente gravido di conseguenze a lungo termine, tuttavia, fu la dote concessa all'unica figlia giunta all'età adulta, Valentina Visconti, che aveva sposato Luigi di Valois, Duca d'Orléans e fratello minore del re Carlo VI di Francia: in dote al marito, Valentina aveva portato la Contea di Asti, con i diritti feudali sul Marchesato di Ceva (poiché i marchesi di Ceva erano vassalli dei Conti di Asti), e aveva ricevuto il diritto di successione per lei e per i suoi figli e discendenti sul ducato di Milano, nel caso la discendenza legittima in linea maschile dei suoi fratelli si fosse estinta. Filippo Maria Visconti morì senza figli legittimi nel 1447, e cinquant'anni dopo divenne Re di Francia Luigi XII di Valois, nipote di Valentina: all'epoca regnavano a Milano gli Sforza, discendenti dei Visconti solo in linea illegittima, e Luigi XII scese in Italia a reclamare il Ducato, dando inizio al secondo atto delle lunghe e sanguinose Guerre d'Italia.

## Eredità

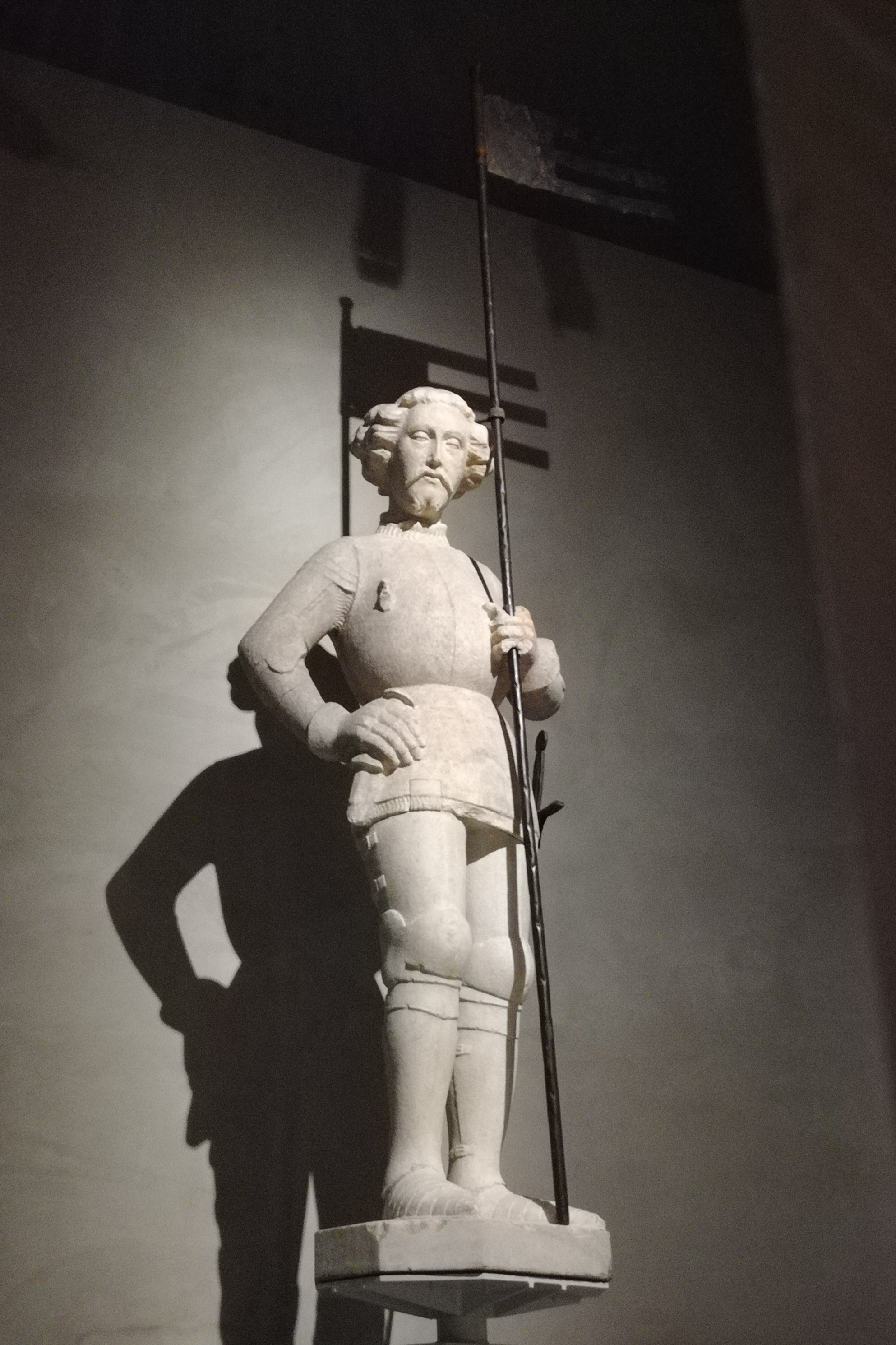
Gian Galeazzo ritratto come san Giorgio, statua da una delle guglie del duomo di Milano

Gian Galeazzo è passato alla storia non solo per la sua ambizione politica, ma anche per le sue opere architettoniche.
- Il 23 maggio 1386 avviò i lavori per la costruzione del colossale Duomo di Milano, in sostituzione della Basilica di Santa Maria Maggiore e della Basilica di Santa Tecla. Ancora oggi è la chiesa più grande d'Italia sia per superficie che per volume e una delle più visitate al mondo. L'anno successivo venne fondata la Veneranda Fabbrica del Duomo a cui il Visconti concesse l'uso esclusivo delle cave di Candoglia al fine di estrarvi il marmo necessario per la costruzione della nuova cattedrale.[38][39]
- Nel 1387 avviò i lavori per le fortificazioni del borgo di Porta Ticinese e nel 1392 di quello di Porta Vercellina. Furono entrambi cinti da mura e all'interno del primo fece realizzare un grande arco dentro cui fluiva il Naviglio formando una piccola darsena che permetteva lo scarico delle merci. Lo stesso anno il giardino del Castello di Porta Giovia fu ampliato e cinto da mura.[40]
- Nel 1389 diede avvio ai lavori per la ricostruzione della cittadella di Fodesta, una delle più estese del suo dominio, nella parte settentrionale della cinta muraria di Piacenza.[41]
- Attorno al 1390 fece realizzare la Calà del Sasso, la scalinata più lunga d'Europa, che collega il comune di Valstagna al comune di Asiago, in provincia di Vicenza.
- Nel 1392, in seguito ad una sollevazione ad Alessandria, fece realizzare la cittadella e la rocca di Valenza.[42]
- Tra il 1393 e il 1395 fece realizzare un enorme ponte-diga fortificato a Valeggio sul Mincio per avere la possibilità di deviare il corso del fiume ai danni di Mantova. È lungo 650 m, largo 21 m e alto 8 m e si collegava al grande sistema difensivo scaligero noto come il Serraglio. Nella sua epoca fu probabilmente uno dei ponti fortificati più lunghi al mondo. Per la sua costruzione e per quella delle opere idrauliche connesse, tra cui una per deviare il corso del Brenta da Padova, si stima che si spesero più di 300 000 fiorini d'oro.[22] Gian Galeazzo posa la prima pietra della Certosa di Pavia, scultura della facciata

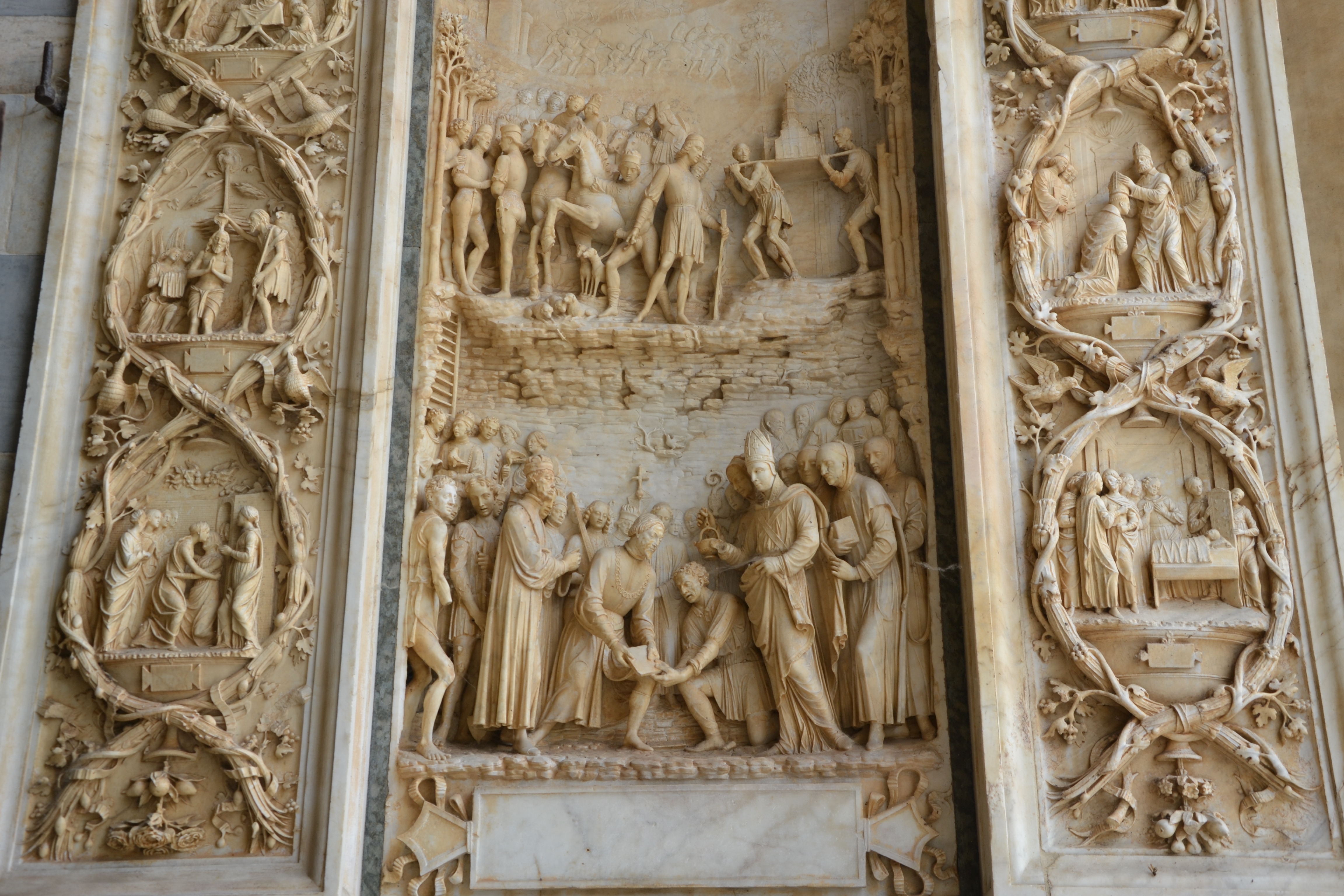
Gian Galeazzo posa la prima pietra della Certosa di Pavia, scultura della facciata

Il parco Visconteo

- Il parco VisconteoNel 1396 iniziò la costruzione della Certosa di Pavia come mausoleo per i Duchi di Milano. La Certosa ospiterà tuttavia solo le sue spoglie e il cenotafio di Ludovico il Moro e Beatrice d'Este.
- Rese il Castello di Pavia, cominciato da suo padre Galeazzo Visconti, la sua residenza preferita e sede della sua corte, inoltre ampliò enormemente il già vasto parco (il Parco Visconteo) creato dal padre a partire dal 1360. Qui cominciò a raccogliere diversi fondi librari, provenienti da famigliari, dallo zio Bernabò, da confische a personaggi caduti in disgrazia o da bottini di guerra, come i manoscritti dei Carraresi presi nel 1388, tra i quali vi erano una trentina di codici appartenuti a Francesco Petrarca. La biblioteca fu accresciuta dai suoi successori, dando così origine alla biblioteca Visconteo-Sforzesca che, a fine Quattrocento, conservava oltre 900 manoscritti miniati. Nel 1499, dopo la caduta del Ducato di Milano, la biblioteca fu requisita dal re di Francia Luigi XII e trasportata da Pavia alla Francia. Attualmente la Biblioteca nazionale di Francia conserva ancora circa 400 codici provenienti dalla biblioteca viscontea, altri furono dispersi in diverse biblioteche italiane, europee e statunitensi[43][44]. Anche tra i contemporanei il Conte di Virtù fu noto, nel bene e nel male: nel XIV secolo, gli dedicò un carme il poeta forlivese Giacomo Allegretti.

## Ascendenza
|                        |                    |                          | Genitori                |  |  | Nonni |  |  | Bisnonni          |  |  | Trisnonni         |  |
|                        |                    |                          |                         |  |  |       |  |  | Matteo I Visconti |  |  | Teobaldo Visconti |  |
|                        |                    |                          |                         |  |  |       |  |  | Matteo I Visconti |  |  | Teobaldo Visconti |  |
|                        |                    | Anastasia Pirovano       |                         |  |  |       |  |  | Matteo I Visconti |  |  |                   |  |
| Stefano Visconti       |                    |                          |                         |  |  |       |  |  | Matteo I Visconti |  |  |                   |  |
|                        |                    | Bonacossa Borri          | Squarcino Borri         |  |  |       |  |  |                   |  |  |                   |  |
|                        |                    | Bonacossa Borri          | Squarcino Borri         |  |  |       |  |  |                   |  |  |                   |  |
|                        |                    | Bonacossa Borri          | Antonia                 |  |  |       |  |  |                   |  |  |                   |  |
| Galeazzo II Visconti   |                    | Bonacossa Borri          |                         |  |  |       |  |  |                   |  |  |                   |  |
|                        |                    | Bernabò Doria            | Branca Doria            |  |  |       |  |  |                   |  |  |                   |  |
|                        |                    | Bernabò Doria            | Branca Doria            |  |  |       |  |  |                   |  |  |                   |  |
|                        |                    | Bernabò Doria            | Caterina Zanca          |  |  |       |  |  |                   |  |  |                   |  |
| Valentina Doria        |                    | Bernabò Doria            |                         |  |  |       |  |  |                   |  |  |                   |  |
|                        |                    | Eliana Fieschi           | Federico Fieschi        |  |  |       |  |  |                   |  |  |                   |  |
|                        |                    | Eliana Fieschi           | Federico Fieschi        |  |  |       |  |  |                   |  |  |                   |  |
|                        |                    | Eliana Fieschi           | Chiara?                 |  |  |       |  |  |                   |  |  |                   |  |
| Gian Galeazzo Visconti |                    | Eliana Fieschi           |                         |  |  |       |  |  |                   |  |  |                   |  |
|                        | Amedeo V di Savoia | Tommaso II di Savoia     |                         |  |  |       |  |  |                   |  |  |                   |  |
|                        | Amedeo V di Savoia | Tommaso II di Savoia     |                         |  |  |       |  |  |                   |  |  |                   |  |
|                        | Amedeo V di Savoia | Beatrice Fieschi         |                         |  |  |       |  |  |                   |  |  |                   |  |
| Aimone di Savoia       | Amedeo V di Savoia |                          |                         |  |  |       |  |  |                   |  |  |                   |  |
|                        |                    | Sibilla de Baugé         | Guido II de Baugé       |  |  |       |  |  |                   |  |  |                   |  |
|                        |                    | Sibilla de Baugé         | Guido II de Baugé       |  |  |       |  |  |                   |  |  |                   |  |
|                        |                    | Sibilla de Baugé         | Beatrice del Monferrato |  |  |       |  |  |                   |  |  |                   |  |
| Bianca di Savoia       |                    | Sibilla de Baugé         |                         |  |  |       |  |  |                   |  |  |                   |  |
|                        |                    | Teodoro I del Monferrato | Andronico II Paleologo  |  |  |       |  |  |                   |  |  |                   |  |
|                        |                    | Teodoro I del Monferrato | Andronico II Paleologo  |  |  |       |  |  |                   |  |  |                   |  |
|                        |                    | Teodoro I del Monferrato | Violante di Monferrato  |  |  |       |  |  |                   |  |  |                   |  |
| Violante Paleologa     |                    | Teodoro I del Monferrato |                         |  |  |       |  |  |                   |  |  |                   |  |
|                        |                    | Argentina Spinola        | Obizino Spinola         |  |  |       |  |  |                   |  |  |                   |  |
|                        |                    | Argentina Spinola        | Obizino Spinola         |  |  |       |  |  |                   |  |  |                   |  |
|                        |                    | Argentina Spinola        | Violante di Saluzzo     |  |  |       |  |  |                   |  |  |                   |  |
|                        |                    | Argentina Spinola        |                         |  |  |       |  |  |                   |  |  |                   |  |

## Stemma
| Immagine | Stemma                                |
| -------- | ------------------------------------- |
| \| \|    | Gian Galeazzo Visconti Duca di Milano |
|          |                                       |

## Armoriale
Motto

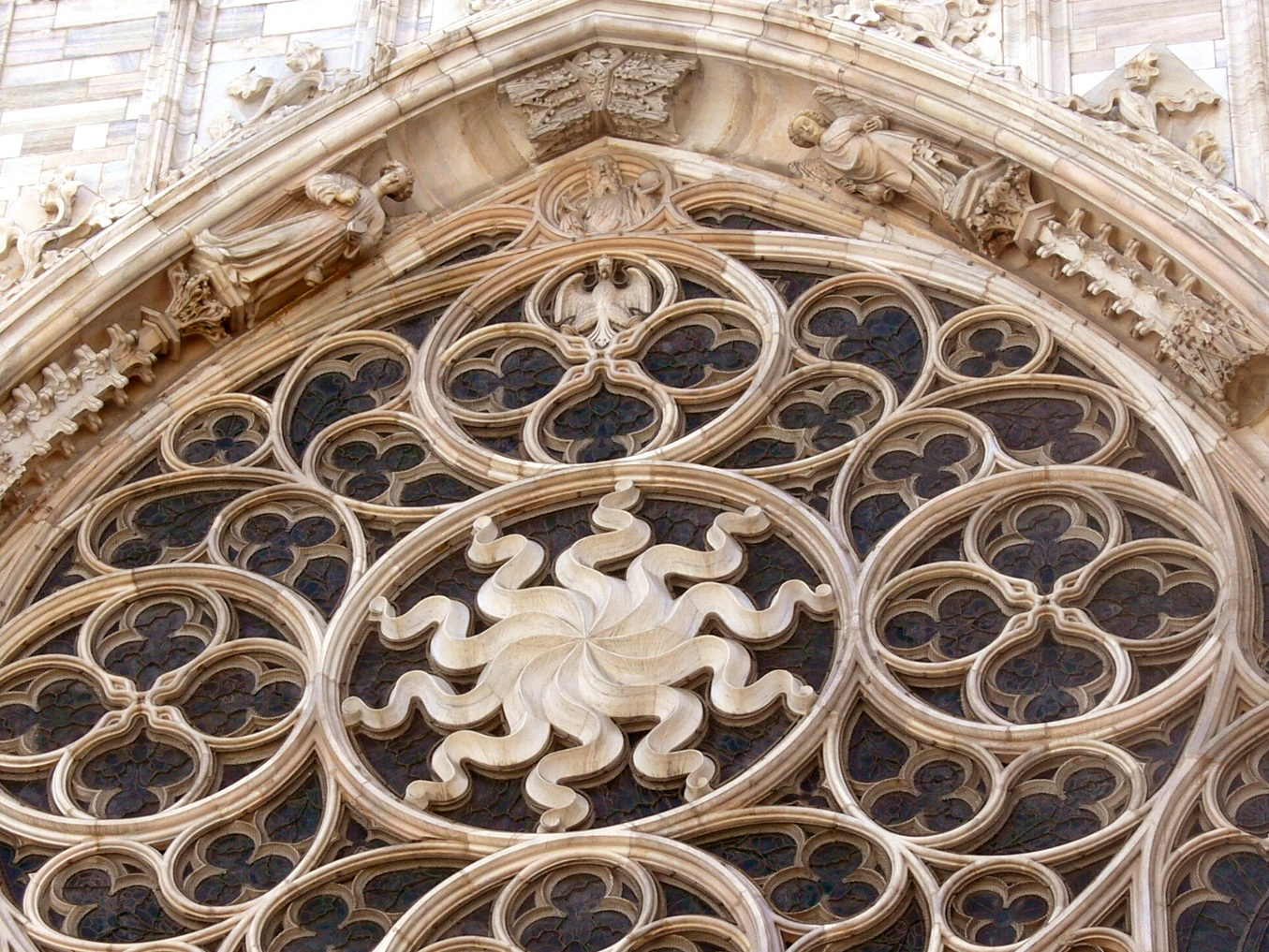
La razza viscontea sulle finestre absidali del Duomo di Milano

- À bon droit - secondo Pier Candido Decembrio questo motto fu pensato da Francesco Petrarca durante il suo ultimo soggiorno a Pavia per il giovane Gian Galeazzo.
- Ich vergies nicht[45] - associato all'impresa del morso.

Imprese
- Una colomba associata al motto à bon droit. Il significato dell'animale è dibattuto ma il motto pare rimarcare la legittimità del suo governo ottenuta con la deposizione dello zio Bernabò.
- La razza viscontea (sole raggiante), una delle più diffuse, riscontrabile, tra gli altri luoghi, sulle finestre absidali del Duomo di Milano.
- Il morso[46] associato al motto in tedesco Ich vergies nicht, Fu in seguito adottato da Francesco Sforza quindi da Ludovico il Moro. Il morso per cavalli era associato alla virtù cardinale della temperanza, alla necessità di frenare l'impulsività e sposare la moderazione. Era talvolta associato alle briglie ad indicare la necessità di lasciare che il giudizio finale sia determinato dall'applicazione della legge.